# Watanabe Sumiko

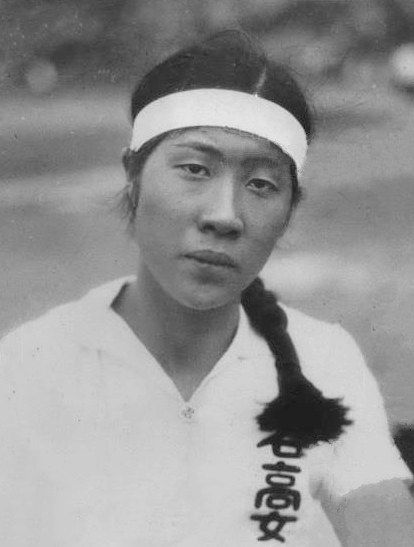
Watanabe Sumiko, 1932

Watanabe Sumiko (jap. 渡辺 すみ子; * 28. November 1916 in Nagoya; † 2. November 2010) war eine japanische Sprinterin und Weitspringerin.
Bei den Olympischen Spielen 1932 wurde sie Fünfte in der 4-mal-100-Meter-Staffel und erreichte über 100 m das Halbfinale.
1931, 1932 und 1933 wurde sie jeweils Japanische Meisterin über 100 m und im Weitsprung.

## Persönliche Bestleistungen
- 100 m: 12,2 s, 28. Mai 1932, Tokio
- Weitsprung: 5,66 m, 29. April 1934, Nishinomiya